# Victoria (romanzo breve)
Victoria è un romanzo breve dello scrittore norvegese Knut Hamsun.

## Trama
Il grande protagonista del romanzo è l'amore, quello tra la protagonista Victoria, una fanciulla dell'alta borghesia norvegese, e Johannes, il figlio del mugnaio che abita nei pressi della sua villa-castello. Innamorati fin dall'infanzia, quando la differenza di classe ancora non è intervenuta a separarli, vivono il loro sentimento con sofferenza e orgoglio, senza mai trovare il momento fatidico della reciprocità.
Johannes abbandona la fiabesca campagna dei fiordi e, in città, studia e diventa un affermato scrittore. Nelle sue opere l'amore, che sempre riecheggia quello nutrito per Victoria, viene analizzato in molteplici aspetti, da quello fedele e duraturo, a quello frivolo e incostante, a quello egoista e feroce. Vi sono quindi nel romanzo piccoli romanzi (o abbozzi di trame), sempre relativi all'amore.
Mentre Johannes sale nella scala sociale e ottiene la mano di Camilla, una distinta signorina (che, anni prima, egli aveva salvata dall'annegamento), Victoria è costretta dal padre a fidanzarsi con il tenente Otto, un giovane che essa non ama, ma la cui fortuna può salvare dal disastro le rovinate finanze familiari.
Ma il giorno dopo la festa di fidanzamento il tenente Otto muore in un incidente di caccia. Dopo alcuni mesi Johannes rinuncia alla mano di Camilla, invaghitasi di un altro giovane, e, quasi contemporaneamente, apprende la morte di Victoria, consumata dal dolore e dalla tisi. Il romanzo si conclude con la lettura della lettera che Victoria ha scritto a Johannes nelle sue ultime ore e in cui gli chiede perdono dell'incomprensione che li ha separati, dichiara il suo amore appassionato, la sua disperazione di morire così presto e la sua gratitudine per gli attimi di felicità che li hanno uniti.
Nel romanzo sono evidenti i temi principali della poetica di Hamsun, la celebrazione di una natura incontaminata e selvaggia, lontana dalla società cittadina e borghese, e la convinzione che la vita  sia dominata da un destino indifferente alla felicità delle creature umane.

## Edizioni italiane
- trad. Giacomo Prampolini, Morreale, Milano, 1925; poi Corbaccio, Milano, 1938; poi TEA, Milano, 1995, ISBN 88-7972-184-4
- trad. Giovanni Marcellini, Sonzogno, Milano, 1926
- trad. Clemente Giannini, Carabba, Lanciano, 1934; poi Cibelli, Milano, 1954
- trad. Luisa Santreau, Jandi-Sapi, Milano, 1944
- trad. Luca Taglianetti, Lindau, Torino, 2019